# Eugen von Keyserling
Eugen von Keyserling (ur. 22 maja 1833 w Pockrojach zm. 4 kwietnia 1889 w Gut Ernsdorff) – niemiecki arachnolog. Studiował na Uniwersytecie w Dorpacie.
Zebrał kolekcję ponad 10000 gatunków pajęczaków, po jego śmierci przekazaną do Muzeum Historii Naturalnej w Londynie.